# Guiu I Montefeltro
Guiu I Montefeltro (1223-1298) va ser fill i successor de Montefeltrano II Montefeltro el 1255 al comtat de Montefeltro, al comtat de Pietrarubbia, i a Urbino.
El 1266 va ser enderrocat per son germà Tadeu II Montefeltro però va recuperar el poder el 1282 a la mort de l'usurpador, i al mateix temps es va apoderar de Cesena, Forlì, Senigallia i Jesi, de les que es va proclamar senyor sobirà l'1 de maig de 1282, i de part de la Romanya güelfa. Martí IV va intentar de sotmetre Forlì i els gibel·lins reclutant un exèrcit a França, que fou derrotat en la batalla de Forlì el 1282 gràcies a la capacitat estratègica de Guiu I Montefeltro. Al cap d'uns mesos, el 1283 el poble es va tornar a revoltar i va aclamar com a senyor el Papa. Les tropes del Papa el van expulsar de tots els seus dominis.
El 13 de maig del 1289 va ser proclamat senyor sobirà de Pisa però en va ser deposat en virtut del tractat de Fucecchio del 12 de juliol de 1293. Llavors el Papa Bonifaci VIII el va perdonar i li va retornar els comtats de Montefeltro i Urbino, però ell, cansat i desil·lusionat, es va fer frare franciscà, professant els vots el 17 de novembre de 1296.
Va morir a Ancona el 29 de novembre de 1298 i va ser enterrat a Urbino. Es va casar amb Manentessa di Ghiaggiolo, filla del comte Guiu de Ghiaggiolo, i per l'herència de la seva muller (germana del darrer comte Ubert), Guiu I va fer la guerra als Malatesta (Pau Malatesta va heretar per matrimoni amb Orabile Beatrice, filla d'Ubert) però va renunciar als drets successoris el 1269. Es va casar per segon cop amb una tal Constança, que es va fer monja el 1296 al mateix temps que el marit.
Va deixar cinc fills: Frederic I Montefeltro, Conrat Montefeltro, Ugone (membre del capítol de la Catedral de San Leo, deposat el 1283 i empresonat), Bonconte Montefeltro i Micarda (casada amb Paganino della Torre, senyor-capità i defensor del poble de Milà)